# 勉县
33°9′N 106°40′E / 33.150°N 106.667°E
勉县（旧称“沔县”，1964年因用字生僻难认被改名为“勉县”）是中国陕西省汉中市所辖的一个县。区域总面积为2406平方公里，常住人口約35万人。
勉县内有定军山暨纪念诸葛亮出师的武侯墓、武侯祠，纪念马超的马超墓祠。定军山为诸葛亮遗言葬制。新兴景点诸葛古镇。
2018年9月25日，获得商务部“2018年电子商务进农村综合示范县”荣誉称号。2019年3月，位列第一批革命文物保护利用片区分县名单。2020年2月27日，陕西省人民政府批复同意，勉县正式退出贫困县序列。
2021年，勉县实现生产总值178.74亿元、增长8.6％，固定资产投资增长30.4％，城乡居民人均可支配收入分别增长8％和11％。

## 地理位置
位于陕西省南部，汉中盆地西端，北依秦岭，南垣巴山，居川、陕、甘要冲。 勉县资源丰富，生物资源独特，气候温暖湿润，长江最大支流汉江横贯全境，境内盆地珠串，森林覆盖率达58%。勉县的矿产资源贮量大、品位高，位于“勉略宁”金三角，被地质学家李四光誉为亚洲的“乌拉尔”。为陕西省汉中市重要的冶金工业基地和化工工业基地。

###### 地貌
地形复杂多样，根据地貌分为：中部盆地区，占8.8%，南、北丘陵区，占16.4%，北、西、南山地区，占74.8%。地势北高东低，最高点海拔2621米（长沟河乡庙坪村葱滩梁），最低处海拔513米（长林镇汉江河滩）。

###### 气候
勉县属北亚热带，由于地形多样，秦岭、巴山南北对峙，同一天气背景下，山地与平川冷暖迥异，素有“高一丈不一样”之说，为典型的内陆性季风气候，属亚湿润区。总的气候特征是：温暖湿润，四季较为分明。冬季少雨雪，夏秋多雨霖，雨热同季，垂直差异大，立体气候效应明显，春温不稳定，秋温比降大，光辐射值低，日照时数短。

## 人口民族
根據全國第七次人口普查結果，截至2020年11月1日零时，全县常住人口为344935人。

## 行政区划
勉县下辖1个街道办事处、17个镇：
勉阳街道、武侯镇、周家山镇、同沟寺镇、新街子镇、老道寺镇、褒城镇、金泉镇、定军山镇、温泉镇、元墩镇、阜川镇、茶店镇、镇川镇、漆树坝镇、张家河镇、长沟河镇和青羊驿镇。

## 交通
- 345国道过境。(与G108共线)
- 108国道过境。
- 京昆高速, 十天高速过境。另有 银昆高速相邻。

## 更新时间
最后更新于@Qige513于2022/9/11 16:00